# Rudolf von Laban

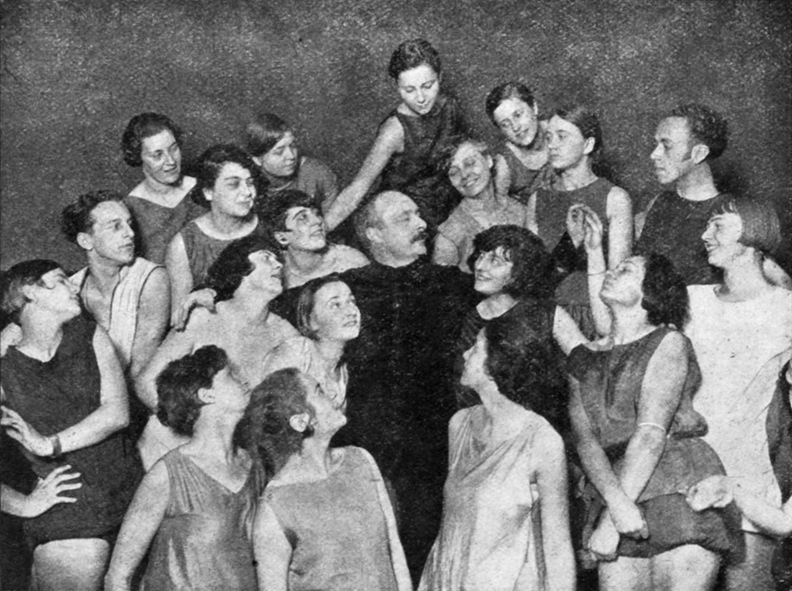
Rudolf von Laban (i mitten) med sina elever.

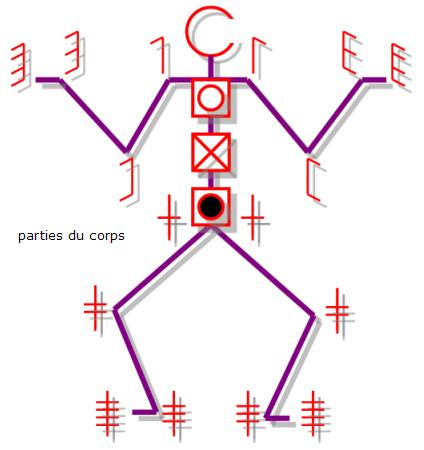
Tecken i labanotation.

Rudolf von Laban eller Rudolf Laban, född 15 december 1879 i Pressburg i Österrike-Ungern, död 1 juli 1958 i Weybridge i England, var en ungersk-brittisk dansare, dansteoretiker och koreograf. Han utvecklade den moderna dansformen.

## Dansnotation
Rudolf von Laban utvecklade ett eget sätt för att notera sin dans – Labanotation, ett notationssystem för dans och rörelser. Systemet publicerades 1928 och bygger på att man placerar ut så kallade boxar på en tidsaxel. Beroende på hur man placerar boxen på tidsaxeln anger man om det är en fråga om kroppsvikt eller rörelser med armar, ben och kropp. Man kan också förtydliga boxarna när man vill visa energi (om den är stark, eller svag i en rörelse), eller andra detaljer.		             
Det tog honom 20 år att studera rörelser och kroppens rörelsesätt för att sedan kunna komma på ett bra sätt att notera ner rörelserna. Systemet är emellertid ganska okänt.

## Barndom och uppväxt
Rudolfs von Labans far var en högt uppsatt militär och Rudolf fick resa mycket som barn på grund av faderns yrke. Denne ville att hans son skulle följa i hans spår, men Rudolf började istället läsa arkitektur på Ècoles des Beaux Arts i Paris. Han studerade där 1900–1907 och blev under den tiden intresserad av drama, dans och design. Det var i Paris han upptäckte kroppens rörelsesätt och rörelsemönster.

## München
1909 flyttade han till München, som var Tysklands kulturhuvudstad. Där tillbringade han sin tid på konstskola. Han såg scenframträdanden och blev inspirerad och samma år började hans danskarriär komma igång. Han startade ett dansteaterkompani, öppnade en dansskola, skrev böcker, uppträdde och koreograferade dansverk.
När första världskriget utbröt flyttade han från München och under de följande tio åren öppnade han ett flertal Laban-skolor för barn, amatörer och för professionella i olika städer, till exempel i Hamburg, Prag, Rom och Paris. Han drev en dansskola 1913–1918 på Monte Verità i Ascona i Schweiz. Där anslöt dansaren Suzanne Perrottet, som han sedan 1916 fick sonen André med.

## De sista åren
De sista 20 åren i sitt liv tillbringade Rudolf von Laban i London. Han koreograferade, undervisade elever, skrev ner olika rörelsesätt och så vidare. Han avled 1 juli 1958 i Weybridge i England och lämnade mycket viktigt arbete inom den moderna dansen efter sig. Han utvecklade den moderna dansen till vad den blivit idag och höjde, genom sitt arbete, dansens status till en högre konstform.

## Samarbeten och eftermäle
Kända elever till Rudolf von Laban var bland annat Mary Wigman, Kurt Jooss, Lisa Ullmann, Sophie Taeuber-Arp.
Hertha Feist var del av Labans dansgrupp i Tyskland, och deltog i hans Tanzbühne-produktioner. Hon deltog även i senare samarbeten mellan Laban och Jooss.
Rudolf von Laban samarbetade under några år med Mary Wigman och Kurt Jooss som också var etablerade och välkända dansare. De hade tidigare varit elever till Rudolf von Laban. Mary Wigman hade varit hans elev vid Monte Verità. De arbetade tillsammans i Tyskland med att vidareutveckla den moderna dansen och dess uttrycksformer. Rudolf von Laban och Kurt Jooss skapade tillsammans politiska antikrigs- och antifattigdomsbaletter under 1930-talet.
Yat Malmgren undervisade på Labans dansskola i Devon.